# 1935 في الأرجنتين
فيما يلي قوائم الأحداث التي وقعت خلال عام 1935 في الأرجنتين.

## سياسة

### انتهاء فترة المنصب
- 30 أبريل – رامون كاستيو عضو مجلس الشيوخ الأرجنتيني.

## مواليد

### يناير
- 21 يناير – ألبيرتو تاكيني عالم كيمياء حيوية أرجنتيني.

### فبراير
- 15 فبراير – ماغدالينا رويث غيناثو صحفية وكاتبة أرجنتينية.

### أبريل
- 25 أبريل – روبرت فيريرو لاعب كرة قدم أرجنتيني.

### مايو
- 4 مايو – خوسيه سانفيليبو لاعب كرة قدم أرجنتيني.
- 8 مايو – غريغوريو بيرالتا ملاكم أرجنتيني.

### يوليو
- 9 يوليو – إيزابيل سارلي
- 9 يوليو – مرسيدس سوسا مغنية أرجنتينية.
- 24 يوليو – فيكتور زالازار ملاكم أرجنتيني.

### أغسطس
- 25 أغسطس – خوسيه راموس دلغادو لاعب كرة قدم أرجنتيني.

### أكتوبر
- 2 أكتوبر – عمر سيفوري لاعب كرة قدم إيطالي.
- 6 أكتوبر – إرنستو لاكلو

### ديسمبر
- 25 ديسمبر – سوازنا رينالدي

## وفيات

### يوليو
- 12 يوليو – إيرنيستو براون (مواليد 1885) لاعب كرة قدم أرجنتيني.